# Српске новине (Чикаго)
Српске новине су тромесечне новине на српском и енглеском језику са седиштем у Чикагу.
Лист је 1945. године основао четнички војвода Доброслав Јевђевић. Излази и данас а главни и одговорни уредник је Милослав Самарџић.

## Историја листа
Српске новине спадају међу најстарије новине српске емиграције, док су новине тог имена једне од најстаријих у српској историји уопште. Основао их је четнички војвода Доброслав Јевђевић који се определио за назив „Српске новине” из протеста због њиховог гашења 1919. године, које се поклопило са гашењем Краљевине Србије, тј. њеним утапањем у Краљевину Срба, Хрвата и Словенаца.
Тако, када се 1945. године обрео у Риму као емигрант, Јевђевић није имао много дилеме приликом крштења гласила које је управо основао. Први број „Српских новина” није сачуван. Те 1945. године, као и наредних година, Јевђевић није могао много да размишља о чувању архиве, јер му је био угрожен живот. Тражили су га агенти југословенске тајне полиције, али једно време и њихови савезници Енглези, па је морао да се скрива, док потоњи нису одустали. Други проблем била је егзистенција. У делегацији четника која је отишла на Јевђевићеву сахрану, 1962. године, био је и Маринко Маријан из Хамилтона који је посведочио да је Јевђевић живео веома сиромашно: у соби у којој је становао били су само један стари ормар, кревет и сто. Оно што је остајало од претплате и прилога за „Српске новине”, Јевђевић је делио сиротињи, јер је све време радио на прихвату избеглица из „Титовог царства”.
Најстарије сачуване новине су из 1957. године и носе број 16. Штампане су на ошишаној италијанској латиници на шест страна огромног формата. Тај формат је скоро два и по пута већи од данашњих „Српских новина”. Већ саме нумерације сведоче да су новине излазиле ретко и нередовно. У првим послератним годинама можда уопште нису излазиле, тј. вероватно је постојао дужи период између првог и другог броја. После другог броја, лист је штампан неколико пута годишње, о великим празницима, који су навођени у заглављу. Новине у тој првој фази нису формално биле гласило Организације српских четника Равна Гора, већ глас српских бораца, укључујући и чланове организације чији је Јевђевић био почасни председник.
Процес прилагођавања четника је мање-више окончан до краја 1950-тих година, тако да од 1957. до 1962. године излази
150 бројева „Српских новина”. Последњи број који је уредио Јевђевић, за Дражин дан 1962. године, био је 164. број. Другим речима, док је живео у Риму, од 1945. до 1962. године, Јевђевић је практично сам уредио и објавио 164 броја „Српских новина”. У новинама то није навођено, нити је познато из ма чијих сведочења, да је имао иједног члана редакције уз себе. Добијао је много писама из целе емиграције и сам је од њих састављао чланке, од текућих вести до опширних извештаја.
Техничком грешком, у журби због Јевђевићеве смрти и формирања редакције у Америци, следећи број је такође носио број 164. Тај број је штампан на ћирилици и добио је логотип у основи исти као данашњи, с том разликом што је касније у десном углу стављена Јевђевићева слика, и што су избачене речи „глас српских бораца”. У том, првом америчком броју, писало је и „глас српских бораца”, а по први пут и „Орган Организације српских четника Равна Гора”. Одговорни уредник био је мајор Милан Цвјетићанин из Ист Чикага, који ће наследити  Јевђевића и на челу Организације. На жалост, Цвјетићанин је преминуо већ следеће године, тако да су настали нови организациони ломови, и у Организацији и у „Српским новинама”.
У првом америчком издању „Српских новина” први пут се наводи и „старост” новина. Тада је писало: Година 17. Дакле, била је то седамнаеста година изласка „Српских новина”, почев од 1945. године. У броју 221, из априла 1968. године, стајало је: Година 23. Дакле, и даље је као полазна узимана 1945. година. Међутим, како су се редакције и штампарије мењале, а време пролазило, године су почеле да „нестају”. Тако, до 700. броја, током целе 2017. године је писало: Година 60 што би погрешно значило да је лист покренут 1957. године. Поводом јубиларног 700. броја, у заглавље је враћен тачан податак: Година 72.